# Kondratjewo (Leningrad)
Kondratjewo (russisch Кондратьево; finnisch Säkkijärvi) ist eine ländliche Siedlung in der Oblast Leningrad (Russland) mit etwa 1000 Einwohnern.

## Geschichte
Gegründet wurde der Ort in der Nähe von Wyborg (finnisch Viipuri) etwa um 1300. Unter seinem finnischen Namen Säkkijärvi war er Verwaltungssitz einer gleichnamigen Gemeinde, zu der etwa 40 Dörfer gehörten und die 1939 8685 Einwohner zählte.
Die 1833 erbaute, nicht erhaltene Kirche von Säkkijärvi war ein Werk von Carl Ludwig Engel.
Bis 1944 gehörte Säkkijärvi zu Finnland. Aufgrund der Bestimmungen des am Ende des Fortsetzungskrieges am 19. September 1944 geschlossenen Waffenstillstands von Moskau fiel Säkkijärvi an die Sowjetunion. Lediglich der äußerste Nordwesten des Gemeindegebiets blieb finnisch und wurde der Gemeinde Miehikkälä zugeschlagen. 1948 erfolgte die kurzzeitige Umbenennung in Uljanowka, bevor der Ort am 1. Oktober 1948 seinen heutigen Namen im Gedenken an den sowjetischen Oberst P. W. Kondratjew (1909–1943) erhielt. Bis 2006 war Kondratjewo Sitz einer sechs Dörfer umfassenden Wolost; seither gehört es mit 18 weiteren Dörfern zur Landgemeinde (selskoje posselenije) Selesnjowskoje. Deren Verwaltungssitz Selesnjowo liegt etwa 30 km nordöstlich bei Wyborg.

## Säkkijärven polkka
Noch heute sehr beliebt in Finnland ist die Polka zu Säkkijärvi (Säkkijärven polkka).